# Euroliga
A EuroLiga (em inglês:  EuroLeague), também conhecida como Turkish Airlines Euroleague por razões de patrocinio, é a competição máxima de clubes de basquetebol masculino da Europa. A EuroLiga tem sido organizada desde 2000 pela Euroleague Basketball.
A competição foi Introduzida em 2000 substituindo a Euroliga da FIBA (anteriormente denominada Taça dos Campeões Europeus da FIBA, que era dirigida pela FIBA desde 1958). Para fins de registo da Euroleague Basketball, tanto a Taça dos Campeões Europeus da FIBA, quanto a EuroLiga são considerada a mesma competição, mudando apenas a denominação.
A EuroLiga é uma das mais populares ligas profissionais de desportos de recintos fechados do mundo, com uma frequência média de 8.472 espectadores, para as partidas da temporada 2016-17. Esta foi a quinta maior de todas as ligas profissionais de esportes indoor do mundo (a mais alta fora dos Estados Unidos) é a segunda mais alta de qualquer liga profissional de basquete do mundo, atrás apenas da National Basketball Association (NBA).
Desde seu início, 21 clubes diferentes conquistaram o título, 13 dos quais venceram o título mais de uma vez. O clube de maior sucesso na competição e também atual campeão é o Real Madrid com onze títulos.

## História
A Taça dos Campeões Europeus da FIBA foi originalmente estabelecida pela FIBA e aconteceu de 1958 até o verão de 2000, concluindo com a temporada de 1999–00. Foi quando a Euroliga foi criada.
A FIBA nunca havia registado o nome "Euroliga", apesar de ter usado esse nome para a competição desde 1996. A EuroLeague Basketball simplesmente se apropriou do nome e, como a FIBA não tinha nenhum recurso legal para fazer nada, foi forçada a encontrar um novo nome para seu campeonato. Assim, a temporada de 2000-2001 começou com duas competições de basquete de clubes profissionais europeus: a FIBA SuproLeague (anteriormente conhecida como FIBA EuroLeague) e a nova temporada da Euroleague.
Os principais clubes europeus também ficaram divididos entre as duas ligas: Panathinaikos, Maccabi Tel Aviv, CSKA Moscou e Efes Pilsen ficaram com a FIBA, enquanto Olympiacos, Kinder Bolonha, Real Madrid, FC Barcelona, Paf Wennington Bolonha, Benetton Treviso, AEK e Tau Cerámica juntou-se à Euroleague Basketball.
Em maio de 2001, a Europa tinha dois campeões continentais, o Maccabi, da FIBA SuproLeague, e o Kinder Bologna, da Euroliga. Os líderes de ambas as organizações perceberam a necessidade de criar uma competição unificada. Embora com apenas um ano de idade, a Euroleague Basketball negociou a partir de uma posição de força e procedimentos ditados e a FIBA não teve escolha senão concordar com os termos. Como resultado, a competição de clubes europeus foi totalmente integrada a Euroleague Basketball e as equipes que competiram na FIBA SuproLeague durante a temporada de 2000-2001 também se juntaram a ela.
Em essência, a autoridade no basquete profissional europeu foi dividida em linhas de clube-país. A FIBA ficou responsável pelas competições da seleção (como a EuroBasket, a Copa do Mundo da FIBA e as Olimpíadas), enquanto a Euroleague Basketball assumiu as competições de clubes profissionais europeus. Daquele ponto em diante, a Copa Korać e a Copa Saporta da FIBA duraram apenas mais uma temporada, pois a Euroleague Basketball lançou a Copa ULEB, agora conhecida como EuroCup.
Em novembro de 2015, a Euroleague Basketball e a IMG concordaram com uma parceria de 10 anos. Tanto a Euroleague Basketball quanto a IMG gerenciarão a operação comercial e o gerenciamento de todos os direitos globais que abrangem mídia e marketing. O acordo valia 630 milhões de euros garantidos ao longo de 10 anos, com as receitas projetadas chegando a € 900 milhões.

### Patrocínio
Em 26 de julho de 2010, a Turkish Airlines e a Euroleague Basketball anunciaram um acordo estratégico de 15 milhões de euros para patrocinar a principal competição europeia de basquete em todo o mundo. De acordo com o acordo, a partir da temporada de 2010-11, a principal competição européia seria chamada Turkish Airlines Euroleague Basketball. Da mesma forma, a Final Four da EuroLeague seria denominada Final Four Turkish Airlines EuroLeague, pelo que o título da nova liga apareceria em todos os meios de comunicação em conformidade. Esta parceria foi definida para ser executado por cinco temporadas, com a opção de estendê-lo para um adicional de cinco.
Em 23 de outubro de 2013, a Turkish Airlines e a Euroleague Basketball concordaram em estender sua parceria até 2020.

### Nomes da competição
- Era FIBA: (1958–2001)
  - Taça dos Campeões Europeus da FIBA: (1958–1991)
  - Liga dos Campeões da FIBA ("FIBA Euro League"): (1991–1996)
  - FIBA EuroLeague: (1996–2000)[9]
  - FIBA SuproLeague: (2000–2001)
- Era Euroleague Basketball: (2000–Presente)
  - Euroliga: (2000–presente.

Houve duas competições separadas durante a temporada 2000-01: a SuproLeague, organizado pela FIBA, e a Euroliga, organizada pela Euroleague Basketball.

## Sistemas de competição

### Sistema de taça
A Euroliga operou sob um sistema de copa, desde a temporada inaugural de 1958 até a temporada 2015-16.
- Taça dos Campeões Europeus da FIBA (1958 a 1986-87): Os campeões das ligas nacionais europeias e o atual campeão (com exceção da Euroliga de 1986-87), competiam entre si em um sistema de torneios. A liga terminava com um jogo final único ou com uma final de 2 jogos (3 jogos se necessário).
- Taça dos Campeões Europeus da FIBA (1987–88 a 1990–91): Os campeões das ligas nacionais europeias, competindo entre si, jogaram em um sistema de torneios. A liga culminou com a Final Four.
- Liga dos Campeões da FIBA (1991–92 a 1995–96): Os campeões das ligas nacionais europeias e o atual campeão, juntamente com algumas das outras maiores equipas das mais importantes ligas nacionais, jogaram num sistema de copa. A liga culminou com o Final Four.
- EuroLeague da FIBA (1996–97 a 1999–00): Os campeões das maiores ligas nacionais europeias, juntamente com algumas das outras maiores equipas das mais importantes ligas nacionais, jogaram num sistema de copa. A liga culminou com o Final Four.
- *Euroliga (2000-2001): Alguns dos campeões nacionais das ligas europeias e alguns dos segundos colocados de várias ligas nacionais jogaram num sistema de copa. A liga culminou com a final em melhor de 5.
- *FIBA SuproLeague (2000-2001): Alguns dos campeões nacionais e alguns dos vice-campeões nacionais, jogaram em um sistema de copa. A liga culminou com o Final Four.
- Euroliga (2001–02 a 2015–16): Os campeões das melhores ligas nacionais europeias, juntamente com algumas das outras maiores equipas das mais importantes ligas nacionais, jogaram num sistema de copa. A liga culminou com a Final Four.

* Houve duas competições separadas durante a temporada de 2000-01. O SuproLeague, organizado pela FIBA, e a Euroleague, organizada pela Euroleague Basketball.

### Sistema de liga
Começando com na Euroliga de 2016–17, a Euroliga opera em um formato de liga.
- EuroLeague (2016–17-Presente): Os campeões das melhores ligas nacionais europeias, juntamente com algumas das outras maiores equipes das ligas nacionais mais importantes, jogando em um sistema de liga. A liga culmina com um Final Four.

## Formato
Começando na Euroliga de 2016-17, a competição é composta por 16 equipas que jogam entre si duas vezes, uma em casa e outra fora, num formato de liga, totalizando 30 jogos.
As 8 melhores equipes colocadas no final da temporada regular avançam para os playoffs, que são disputadas em quatro séries individuais de 5 jogos. A equipe de maior colocação na classificação da temporada regular tem a vantagem em casa em cada série de playoffs, jogando 3 dos 5 jogos em casa. Os vencedores de cada uma das quatro séries do playoff avançam para o Final Four, que é realizada em um local predeterminado. O Final Four apresenta dois jogos de semifinais, decisão de terceiro colocado e a final.
Cada equipe joga no máximo 37 jogos por temporada, contra 31 no formato de torneio anterior.
Atualmente, 11 dos 16 lugares da Euroliga são detidos por clubes que têm licenças de longa duração na Euroleague Basketball e são membros da Comissão Executiva de Acionistas. Estes onze clubes licenciados são atualmente:
- Anadolu Efes
- Baskonia
- CSKA Moscou
- Barcelona
- Fenerbahçe
- Maccabi Tel Aviv
- Olimpia Milão
- Olympiacos
- Panathinaikos
- Real Madrid
- Žalgiris

Os restantes 5 lugares da EuroLeague são detidos por clubes associados que têm licenças anuais. Estes cinco clubes associados são premiados através de um lugar que vai para o vencedor da competição europeia de segunda linha, a EuroCup, com os outros quatro lugares indo para uma combinação de vencedores da liga nacional europeia e wild cards.

### Padrões de arena
A partir da Euroliga de 2012-13, os clubes com o que era na época uma "Licença A" tiveram que sediar os seus jogos da Euroliga em arenas que têm capacidade para pelo menos 10 mil pessoas. Esta mesma regra de capacidade mínima para 10.000 lugares, atualmente se aplica atualmente a todos os clubes com uma licença de longo prazo.

## Clubes atuais
| Time                               | Cidade natal    | Arena                        | Capacidade |
| ---------------------------------- | --------------- | ---------------------------- | ---------- |
| ALBA Berlin                        | Berlim          | UBER Arena                   | 14 500     |
| Anadolu Efes Istanbul              | Istambul        | Sinan Erdem Dome             | 16 000     |
| AS Monaco                          | Fontvieille     | Salle Gaston Médecin         | 4 090      |
| Baskonia Vitoria-Gasteiz           | Vitoria-Gasteiz | Fernando Buesa Arena         | 15 504     |
| Crvena Zvezda Meridianbet Belgrade | Belgrado        | Belgrade Arena               | 18 368     |
| EA7 Emporio Armani Milan           | Milão           | Mediolanum Forum             | 12 700     |
| FC Barcelona                       | Barcelona       | Palau Blaugrana              | 7 585      |
| FC Bayern Munich                   | Munique         | BMW Park                     | 6 700      |
| FC Bayern Munich                   | Munique         | SAP Garden                   | 12 500     |
| Fenerbahçe BEKO Istanbul           | Istambul        | Ülker Sports Arena           | 13 059     |
| LDLC ASVEL Villeurbanne            | Villeurbanne    | L'Astroballe                 | 5 556      |
| Maccabi Playtika Tel Aviv          | Tel Aviv        | Menora Mivtachim Arena       | 11 060     |
| Olympiacos Pireaus                 | Pireu           | Peace and Friendship Stadium | 11 640     |
| Panathinaikos AKTOR Athens         | Atenas          | O.A.C.A                      | 18 989     |
| Paris Basketball                   | Paris           | Arena Adidas                 | 8 000      |
| Partizan Mozzart Belgrade          | Belgrado        | Belgrade Arena               | 18 368     |
| Real Madrid                        | Madrid          | WiZink Center                | 15 000     |
| Virtus Segafredo Bologna           | Bolonha         | UNIPOL Arena                 | 9 980      |
| Žalgiris                           | Caunas          | Žalgirio Arena               | 15 552     |

- * O ASVEL entrou na competição para garantir a conformidade com os compromissos mínimos propostos pela EuroLeague Basketball e será aceita na EuroLeague após o cumprimento destes. O Valencia se classificou como o Campeão da EuroCup de 2018-19 e por causa disso, a Liga Espanhola não qualificará nenhuma equipe adicional para a EuroLeague e seu lugar será atribuído como wild card.

## Campeões
| Época            | Finalistas                                                                                    | Finalistas                                                                                    | Finalistas                                                                                    |                                                                                               | Semi-finalistas                                                                               | Semi-finalistas                                                                               |
| Época            | Campeão                                                                                       | Resultado                                                                                     | 2º classificado                                                                               |                                                                                               | 3º classificado                                                                               | 4º classificado                                                                               |
| 1958 Detalhes    | ASK Riga                                                                                      | 170–152 (86–81 / 71–84)                                                                       | Akademic Sofia                                                                                |                                                                                               | Real Madrid e Budapeste Honvéd                                                                | Real Madrid e Budapeste Honvéd                                                                |
| 1958–59 Detalhes | ASK Riga                                                                                      | 148–125 (79–58 / 67–69)                                                                       | Akademic Sofia                                                                                | Lech Poznań OKK Beograd                                                                       | Lech Poznań OKK Beograd                                                                       |                                                                                               |
| 1959–60 Detalhes | ASK Riga                                                                                      | 130–113 (51–61 / 69–62)                                                                       | Dinamo Tbilisi                                                                                | Slovan Orbis Praha e Polónia Varsóvia                                                         | Slovan Orbis Praha e Polónia Varsóvia                                                         |                                                                                               |
| 1960–61 Detalhes | CSKA de Moscovo                                                                               | 148–128 (87–62 / 66–61)                                                                       | ASK Riga                                                                                      | CCA București e Real Madrid                                                                   | CCA București e Real Madrid                                                                   |                                                                                               |
| 1961–62 Detalhes | Dinamo Tbilisi                                                                                | 90–83                                                                                         | Real Madrid                                                                                   | CSKA de Moscovo e AŠK Olimpija                                                                | CSKA de Moscovo e AŠK Olimpija                                                                |                                                                                               |
| 1962–63 Detalhes | CSKA de Moscovo                                                                               | 259–240 (86–69 / 91–74 / 99–80)                                                               | Real Madrid                                                                                   | Dinamo Tbilisi e Spartak ZJŠ Brno                                                             | Dinamo Tbilisi e Spartak ZJŠ Brno                                                             |                                                                                               |
| 1963–64 Detalhes | Real Madrid                                                                                   | 183–174 (110–99 / 84–64)                                                                      | Spartak ZJŠ Brno                                                                              | Simmenthal Milano e OKK Beograd                                                               | Simmenthal Milano e OKK Beograd                                                               |                                                                                               |
| 1964–65 Detalhes | Real Madrid                                                                                   | 157–150 (88–81 / 76–62)                                                                       | CSKA de Moscovo                                                                               | OKK Beograd e Ignis Varese                                                                    | OKK Beograd e Ignis Varese                                                                    |                                                                                               |
| 1965–66 Detalhes | Simmenthal Milano                                                                             | 77–72                                                                                         | Slavia VŠ Praha                                                                               | CSKA de Moscovo                                                                               | AEK                                                                                           |                                                                                               |
| 1966–67 Detalhes | Real Madrid                                                                                   | 91–83                                                                                         | Simmenthal Milano                                                                             | AŠK Olimpija                                                                                  | Slavia VŠ Praha                                                                               |                                                                                               |
| 1967–68 Detalhes | Real Madrid                                                                                   | 98–95                                                                                         | Spartak ZJŠ Brno                                                                              | Zadar e Simmenthal Milano                                                                     | Zadar e Simmenthal Milano                                                                     |                                                                                               |
| 1968–69 Detalhes | CSKA de Moscovo                                                                               | 103–99 (2 OT's)                                                                               | Real Madrid                                                                                   | Spartak ZJŠ Brno e Standard de Liège                                                          | Spartak ZJŠ Brno e Standard de Liège                                                          |                                                                                               |
| 1969–70 Detalhes | Ignis Varese                                                                                  | 79–74                                                                                         | CSKA de Moscovo                                                                               | Real Madrid e Slavia VŠ Praha                                                                 | Real Madrid e Slavia VŠ Praha                                                                 |                                                                                               |
| 1970–71 Detalhes | CSKA de Moscovo                                                                               | 67–53                                                                                         | Ignis Varese                                                                                  | Slavia VŠ Praha e Real Madrid                                                                 | Slavia VŠ Praha e Real Madrid                                                                 |                                                                                               |
| 1971–72 Detalhes | Ignis Varese                                                                                  | 70–69                                                                                         | Jugoplastika                                                                                  | Panathinaikos e Real Madrid                                                                   | Panathinaikos e Real Madrid                                                                   |                                                                                               |
| 1972–73 Detalhes | Ignis Varese                                                                                  | 71–66                                                                                         | CSKA de Moscovo                                                                               | Simmenthal Milano e Estrela Vermelha                                                          | Simmenthal Milano e Estrela Vermelha                                                          |                                                                                               |
| 1973–74 Detalhes | Real Madrid                                                                                   | 84–82                                                                                         | Ignis Varese                                                                                  | Berck e Radnički Belgrado                                                                     | Berck e Radnički Belgrado                                                                     |                                                                                               |
| 1974–75 Detalhes | Ignis Varese                                                                                  | 79–66                                                                                         | Real Madrid                                                                                   | Berck e Zadar                                                                                 | Berck e Zadar                                                                                 |                                                                                               |
| 1975–76 Detalhes | Mobilgirgi Varese                                                                             | 81–74                                                                                         | Real Madrid                                                                                   | Birra Forst Cantù e ASVEL                                                                     | Birra Forst Cantù e ASVEL                                                                     |                                                                                               |
| 1976–77 Detalhes | Maccabi Telavive                                                                              | 78–77                                                                                         | Mobilgirgi Varese                                                                             | CSKA de Moscovo                                                                               | Real Madrid                                                                                   |                                                                                               |
| 1977–78 Detalhes | Real Madrid                                                                                   | 75–67                                                                                         | Mobilgirgi Varese                                                                             | ASVEL                                                                                         | Maccabi Telavive                                                                              |                                                                                               |
| 1978–79 Detalhes | Bosna                                                                                         | 75–67                                                                                         | Emerson Varese                                                                                | Maccabi Telavive                                                                              | Real Madrid                                                                                   |                                                                                               |
| 1979–80 Detalhes | Real Madrid                                                                                   | 89–85                                                                                         | Maccabi Telavive                                                                              | Bosna                                                                                         | Sinudyne Bologna                                                                              |                                                                                               |
| 1980–81 Detalhes | Maccabi Telavive                                                                              | 80–79                                                                                         | Sinudyne Bologna                                                                              | Nashua EBBC                                                                                   | Bosna                                                                                         |                                                                                               |
| 1981–82 Detalhes | Squibb Cantù                                                                                  | 86–80                                                                                         | Maccabi Telavive                                                                              | Partizan                                                                                      | FC Barcelona                                                                                  |                                                                                               |
| 1982–83 Detalhes | Ford Cantù                                                                                    | 69–68                                                                                         | Billy Milano                                                                                  | Real Madrid                                                                                   | CSKA de Moscovo                                                                               |                                                                                               |
| 1983–84 Detalhes | Banco di Roma Virtus                                                                          | 79–73                                                                                         | FC Barcelona                                                                                  | Jollycolombani Cantù                                                                          | Bosna                                                                                         |                                                                                               |
| 1984–85 Detalhes | Cibona                                                                                        | 87–78                                                                                         | Real Madrid                                                                                   | Maccabi Telavive                                                                              | CSKA de Moscovo                                                                               |                                                                                               |
| 1985–86 Detalhes | Cibona                                                                                        | 94–82                                                                                         | Žalgiris                                                                                      | Simac Milano                                                                                  | Real Madrid                                                                                   |                                                                                               |
| 1986–87 Detalhes | Tracer Milano                                                                                 | 71–69                                                                                         | Maccabi Telavive                                                                              | Orthez                                                                                        | Zadar                                                                                         |                                                                                               |
| 1987–88 Detalhes | Tracer Milano                                                                                 | 90–84                                                                                         | Maccabi Telavive                                                                              | Partizan                                                                                      | Aris                                                                                          |                                                                                               |
| 1988–89 Detalhes | Jugoplastika                                                                                  | 75–69                                                                                         | Maccabi Telavive                                                                              | Aris                                                                                          | FC Barcelona                                                                                  |                                                                                               |
| 1989–90 Detalhes | Jugoplastika                                                                                  | 72–67                                                                                         | FC Barcelona                                                                                  | CSP Limoges                                                                                   | Aris                                                                                          |                                                                                               |
| 1990–91 Detalhes | Pop 84                                                                                        | 70–65                                                                                         | FC Barcelona                                                                                  | Maccabi Telavive                                                                              | Scavolini Pesaro                                                                              |                                                                                               |
| 1991–92 Detalhes | Partizan                                                                                      | 71–70                                                                                         | Montigalà Joventut                                                                            | Philips Milano                                                                                | Estudiantes Caja Postal                                                                       |                                                                                               |
| 1992–93 Detalhes | CSP Limoges                                                                                   | 59–55                                                                                         | Benetton Treviso                                                                              | PAOK                                                                                          | Real Madrid Teka                                                                              |                                                                                               |
| 1993–94 Detalhes | 7up Joventut                                                                                  | 59–57                                                                                         | Olympiacos                                                                                    | Panathinaikos                                                                                 | Banca Catalana FC Barcelona                                                                   |                                                                                               |
| 1994–95 Detalhes | Real Madrid Teka                                                                              | 73–61                                                                                         | Olympiacos                                                                                    | Panathinaikos                                                                                 | CSP Limoges                                                                                   |                                                                                               |
| 1995–96 Detalhes | Panathinaikos                                                                                 | 67–66                                                                                         | Banca Catalana FC Barcelona                                                                   | CSKA de Moscovo                                                                               | Real Madrid Teka                                                                              |                                                                                               |
| 1996–97 Detalhes | Olympiacos                                                                                    | 73–58                                                                                         | Banca Catalana FC Barcelona                                                                   | Smelt Olimpija                                                                                | ASVEL                                                                                         |                                                                                               |
| 1997–98 Detalhes | Kinder Bologna                                                                                | 58–44                                                                                         | AEK                                                                                           | Benetton Treviso                                                                              | Partizan                                                                                      |                                                                                               |
| 1998–99 Detalhes | Žalgiris                                                                                      | 82–74                                                                                         | Kinder Bologna                                                                                | Olympiacos                                                                                    | Teamsystem Bologna                                                                            |                                                                                               |
| 1999–00 Detalhes | Panathinaikos                                                                                 | 73–67                                                                                         | Maccabi Telavive                                                                              | Efes Pilsen                                                                                   | FC Barcelona                                                                                  |                                                                                               |
| 2000–01 Detalhes | Maccabi Telavive                                                                              | 81–67                                                                                         | Panathinaikos                                                                                 | Efes Pilsen                                                                                   | CSKA de Moscovo                                                                               |                                                                                               |
| 2000–01 Detalhes | Kinder Bologna                                                                                | 3–2 play-off                                                                                  | Tau Cerámica                                                                                  | Paf Wennington Bologna e AEK                                                                  | Paf Wennington Bologna e AEK                                                                  |                                                                                               |
| 2001–02 Detalhes | Panathinaikos                                                                                 | 89–83                                                                                         | Kinder Bologna                                                                                | Maccabi Telavive e Benetton Treviso                                                           | Maccabi Telavive e Benetton Treviso                                                           |                                                                                               |
| 2002–03 Detalhes | FC Barcelona                                                                                  | 76–65                                                                                         | Benetton Treviso                                                                              | Montepaschi Siena                                                                             | CSKA de Moscovo                                                                               |                                                                                               |
| 2003–04 Detalhes | Maccabi Telavive                                                                              | 118–74                                                                                        | Skipper Bologna                                                                               | CSKA de Moscovo                                                                               | Montepaschi Siena                                                                             |                                                                                               |
| 2004–05 Detalhes | Maccabi Telavive                                                                              | 90–78                                                                                         | Tau Cerámica                                                                                  | Panathinaikos                                                                                 | CSKA de Moscovo                                                                               |                                                                                               |
| 2005–06 Detalhes | CSKA de Moscovo                                                                               | 73–69                                                                                         | Maccabi Telavive                                                                              | Tau Cerámica                                                                                  | Winterthur FC Barcelona                                                                       |                                                                                               |
| 2006–07 Detalhes | Panathinaikos                                                                                 | 93–91                                                                                         | CSKA de Moscovo                                                                               | Unicaja                                                                                       | Tau Cerámica                                                                                  |                                                                                               |
| 2007–08 Detalhes | CSKA de Moscovo                                                                               | 91–77                                                                                         | Maccabi Telavive                                                                              | Montepaschi Siena                                                                             | Tau Cerámica                                                                                  |                                                                                               |
| 2008–09 Detalhes | Panathinaikos                                                                                 | 73–71                                                                                         | CSKA de Moscovo                                                                               | Regal FC Barcelona                                                                            | Olympiacos                                                                                    |                                                                                               |
| 2009–10 Detalhes | Regal FC Barcelona                                                                            | 86–68                                                                                         | Olympiacos                                                                                    | CSKA de Moscovo                                                                               | Partizan                                                                                      |                                                                                               |
| 2010–11 Detalhes | Panathinaikos                                                                                 | 78–70                                                                                         | Maccabi Telavive                                                                              | Montepaschi Siena                                                                             | Real Madrid                                                                                   |                                                                                               |
| 2011–12 Detalhes | Olympiacos                                                                                    | 62–61                                                                                         | CSKA de Moscovo                                                                               | FC Barcelona Regal                                                                            | Panathinaikos                                                                                 |                                                                                               |
| 2012–13 Detalhes | Olympiacos                                                                                    | 100–88                                                                                        | Real Madrid                                                                                   | CSKA de Moscovo                                                                               | FC Barcelona Regal                                                                            |                                                                                               |
| 2013–14 Detalhes | Maccabi Telavive                                                                              | 98–86 (OT)                                                                                    | Real Madrid                                                                                   | FC Barcelona                                                                                  | CSKA de Moscovo                                                                               |                                                                                               |
| 2014–15 Detalhes | Real Madrid                                                                                   | 78–59                                                                                         | Olympiacos                                                                                    | CSKA de Moscovo                                                                               | Fenerbahçe                                                                                    |                                                                                               |
| 2015–16 Detalhes | CSKA de Moscovo                                                                               | 101–96 (OT)                                                                                   | Fenerbahçe                                                                                    | Lokomotiv Kuban                                                                               | Laboral Kutxa                                                                                 |                                                                                               |
| 2016–17 Detalhes | Fenerbahçe                                                                                    | 80–64                                                                                         | Olympiacos                                                                                    | CSKA de Moscovo                                                                               | Real Madrid                                                                                   |                                                                                               |
| 2017–18 Detalhes | Real Madrid                                                                                   | 85–80                                                                                         | Fenerbahçe                                                                                    | Žalgiris                                                                                      | CSKA de Moscovo                                                                               |                                                                                               |
| 2018–19 Detalhes | CSKA de Moscovo                                                                               | 91–83                                                                                         | Anadolu Efes                                                                                  | Real Madrid                                                                                   | Fenerbahçe                                                                                    |                                                                                               |
| 2019–20 Detalhes | A temporada foi cancelada ainda na temporada regular por causa da Pandemia Global de COVID 19 | A temporada foi cancelada ainda na temporada regular por causa da Pandemia Global de COVID 19 | A temporada foi cancelada ainda na temporada regular por causa da Pandemia Global de COVID 19 | A temporada foi cancelada ainda na temporada regular por causa da Pandemia Global de COVID 19 | A temporada foi cancelada ainda na temporada regular por causa da Pandemia Global de COVID 19 | A temporada foi cancelada ainda na temporada regular por causa da Pandemia Global de COVID 19 |
| 2020–21 Detalhes | Anadolu Efes                                                                                  | 86–81                                                                                         | FC Barcelona                                                                                  |                                                                                               | A\|X Armani Exchange Milan                                                                    | CSKA de Moscovo                                                                               |
| 2021–22 Detalhes | Anadolu Efes                                                                                  | 58 - 57                                                                                       | Real Madrid                                                                                   |                                                                                               | FC Barcelona                                                                                  | Olympiacos                                                                                    |
| 2022–23 Detalhes | Real Madrid                                                                                   | 79 - 78                                                                                       | Olympiacos                                                                                    |                                                                                               | AS Monaco                                                                                     | FC Barcelona                                                                                  |
| 2023–24 Detalhes | Panathinaikos AKTOR Athens                                                                    | 95 - 80                                                                                       | Real Madrid                                                                                   |                                                                                               | Olympiacos Piraeus                                                                            | Fenerbahçe BEKO Istanbul                                                                      |
| 2024–25 Detalhes | Fenerbahçe BEKO Istanbul                                                                      | 81 - 70                                                                                       | AS Monaco                                                                                     |                                                                                               | Olympiacos Piraeus                                                                            | Panathinaikos AKTOR Athens                                                                    |

Notas: Em 2000-01 foi disputada a última edição da Euroliga da FIBA e a primeira edição da EBC Euroliga, havendo 2 campeões nessa época.

### Títulos por clube
| Rank | Clube             | Títulos | Finalista | Anos campeão                                                                                      |
| ---- | ----------------- | ------- | --------- | ------------------------------------------------------------------------------------------------- |
| 1    | Real Madrid       | 11      | 9         | 1963–64, 1964–65, 1966–67, 1967–68, 1973–74, 1977–78, 1979–80, 1994–95, 2014–15, 2017–18, 2022-23 |
| 2    | CSKA de Moscovo   | 8       | 6         | 1960–61, 1962–63, 1968–69, 1970–71, 2005–06, 2007–08, 2015–16, 2018–19                            |
| 3    | Maccabi Telavive  | 6       | 9         | 1976–77, 1980–81, 2000–01, 2003–04, 2004–05, 2013–14                                              |
| 4    | Panathinaikos     | 7       | 1         | 1995–96, 1999–00, 2001–02, 2006–07, 2008–09, 2010–11, 2023-24                                     |
| 5    | Varese            | 5       | 5         | 1969–70, 1971–72, 1972–73, 1974–75, 1975–76                                                       |
| 6    | Olympiacos        | 3       | 6         | 1996–97, 2011–12, 2012–13                                                                         |
| 7    | Olimpia Milano    | 3       | 2         | 1965–66, 1986–87, 1987–88                                                                         |
| 8    | ASK Riga          | 3       | 1         | 1958, 1958–59, 1959–60                                                                            |
| –    | Split             | 3       | 1         | 1988–89, 1989–90, 1990–91                                                                         |
| 10   | FC Barcelona      | 2       | 6         | 2002–03, 2009–10                                                                                  |
| 11   | Virtus Bologna    | 2       | 3         | 1997–98, 2000–01                                                                                  |
| 14   | Fenerbahçe        | 2       | 2         | 2016–17, 2024-25                                                                                  |
| 12   | Anadolu Efes      | 2       | 1         | 2020-21, 2021-22                                                                                  |
| 13   | Cantù             | 2       |           | 1981–82, 1982–83                                                                                  |
| –    | Cibona            | 2       |           | 1984–85, 1985–86                                                                                  |
| 15   | Dinamo Tbilisi    | 1       | 1         | 1961–62                                                                                           |
| –    | Joventut Badalona | 1       | 1         | 1993–94                                                                                           |
| –    | Žalgiris          | 1       | 1         | 1998–99                                                                                           |
| 18   | Bosna             | 1       |           | 1978–79                                                                                           |
| –    | Virtus Roma       | 1       |           | 1983–84                                                                                           |
| –    | Partizan          | 1       |           | 1991–92                                                                                           |
| –    | CSP Limoges       | 1       |           | 1992–93                                                                                           |
| 22   | Akademic Sofia    |         | 2         |                                                                                                   |
| –    | Brno              |         | 2         |                                                                                                   |
| –    | Treviso           |         | 2         |                                                                                                   |
| –    | Baskonia          |         | 2         |                                                                                                   |
| 26   | USK Praha         |         | 1         |                                                                                                   |
| –    | AEK               |         | 1         |                                                                                                   |
| –    | Fortitudo Bologna |         | 1         |                                                                                                   |

### Títulos por Países
| Rank | País            | Clubes            | Títulos | Finalistas |
| ---- | --------------- | ----------------- | ------- | ---------- |
| 1.   | Espanha         | Real Madrid       | 11      | 9          |
| 1.   | Espanha         | FC Barcelona      | 2       | 6          |
| 1.   | Espanha         | Joventut Badalona | 1       | 1          |
| 1.   | Espanha         | Baskonia          | –       | 2          |
| 1.   | Espanha         | 4 clubes          | 14      | 18         |
| 2.   | Itália          |                   |         |            |
| 2.   | Itália          | Varese            | 5       | 5          |
| 2.   | Itália          | Olimpia Milano    | 3       | 2          |
| 2.   | Itália          | Virtus Bologna    | 2       | 3          |
| 2.   | Itália          | Cantù             | 2       | –          |
| 2.   | Itália          | Virtus Roma       | 1       | –          |
| 2.   | Itália          | Treviso           | –       | 2          |
| 2.   | Itália          | Fortitudo Bologna | –       | 1          |
| 2.   | Itália          | 7 clubes          | 13      | 13         |
| 3.   | Grécia          | Panathinaikos     | 7       | 1          |
| 3.   | Grécia          | Olympiacos        | 3       | 6          |
| 3.   | Grécia          | AEK               | –       | 1          |
| 3.   | Grécia          | 3 clubes          | 10      | 7          |
| 4.   | União Soviética | CSKA Moscovo      | 4       | 3          |
| 4.   | União Soviética | ASK Riga          | 3       | 1          |
| 4.   | União Soviética | Dinamo Tbilisi    | 1       | 1          |
| 4.   | União Soviética | Žalgiris          | –       | 1          |
| 4.   | União Soviética | 4 clubes          | 8       | 6          |
| 5.   | Jugoslávia      | Split             | 3       | 1          |
| 5.   | Jugoslávia      | Cibona            | 2       | –          |
| 5.   | Jugoslávia      | Bosna             | 1       | –          |
| 5.   | Jugoslávia      | Partizan          | 1       | –          |
| 5.   | Jugoslávia      | 4 clubes          | 7       | 1          |
| 6.   | Israel          | Maccabi Telavive  | 6       | 9          |
| 7.   | Rússia          | CSKA Moscovo      | 4       | 3          |
| 8.   | Turquia         | Fenerbahçe        | 1       | 2          |
| 8.   | Turquia         | Anadolu Efes      | 2       | 1          |
| 8.   | Turquia         | 2 clubes          | 3       | 3          |
| 9.   | França          | CSP Limoges       | 1       | –          |
| –    | Lituânia        | Žalgiris          | 1       | –          |
| 11.  | Checoslováquia  | Brno              | –       | 2          |
| 11.  | Checoslováquia  | USK Praha         | –       | 1          |
| 11.  | Checoslováquia  | 2 clubes          | 0       | 3          |
| 12.  | Bulgária        | Academic          | –       | 2          |

## Recordes
- O Real Madrid tem sido o time mais bem sucedido, tendo vencido a competição um recorde de 11 vezes.
- O KK Split é a única equipe que venceu a competição três vezes seguidas na moderna era da Final Four da EuroLeague (1988–89, 1989–90, 1990–91).
- ASK Rīga, como clube da Liga Soviética no final dos anos 50 e início dos anos 60, é o único time que venceu a competição três vezes seguidas na era pré-final da EuroLiga (1958, 1958–1959, 1959-1960).
- Istambul é a única cidade da qual participaram nove clubes diferentes: Beşiktaş, Darussafaka, Eczacıbaşı, Efes, Fenerbahçe, Galatasaray, ITÜ, Modaspor e Ülker.
- Embora Israel esteja localizada no Oriente Médio, suas equipes jogam na Euroliga pois sua federação nacional é membro da FIBA Europa e sua principal liga profissional é membro da ULEB. (Da mesma forma, a Associação de Futebol de Israel é um membro da UEFA, permitindo que a sua equipa nacional e clubes joguem nas competições da UEFA).
- Numa pequena área de menos de 40 km², a norte de Milão, existem 3 clubes que ganharam um total de 10 títulos e disputaram um total de 16 finais: Pallacanestro Varese (5), Olimpia Milão (3) e Cantù (2).
- O recorde de pontuação de um jogo das Finais da Euroliga foi alcançado em 2004 quando o Maccabi Tel Aviv derrotou o Fortitudo Bologna por 118-74 (uma diferença de 44 pontos).
- O recorde de público é de 22.567 em um jogo na Arena Belgrado entre Partizan e Panathinaikos em 5 de março de 2009.[20]
- O maior número de pontos já anotados em um único jogo é de 99 pontos feitos por Radivoj Korać do OKK Beograd em 14 de janeiro de 1965 em um jogo contra o Alvik.[21]
- O maior número de pontos já anotados num único jogo das Finais da Euroliga é de 47 pontos feitos por Žarko Varajić do KK Bosna na Euroliga de 1978-79.[22]

### Líderes de todos os tempos
Desde o início da Euroliga de 2000-01 (era do basquete da Euroliga):

#### Jogos
| Ranking | Jogador              | Clubes                                                                        | Jogos |
| ------- | -------------------- | ----------------------------------------------------------------------------- | ----- |
| 1       | Felipe Reyes         | Estudiantes, Real Madrid                                                      | 345   |
| 2       | Juan Carlos Navarro  | Barcelona                                                                     | 341   |
| 3       | Paulius Jankūnas     | Žalgiris, Khimki                                                              | 314   |
| 4       | Nikos Zisis          | AEK, Treviso, CSKA Moscow, Mens Sana Basket, UNICS, Fenerbahçe, Brose Bamberg | 310   |
| 5       | Vassilis Spanoulis   | Panathinaikos, Olympiacos                                                     | 302   |
| 6       | Ioannis Bourousis    | AEK, Olympiacos, Olimpia Milão, Real Madrid, Baskonia, Panathinaikos          | 284   |
| 6       | Georgios Printezis   | Olympiacos, Unicaja                                                           | 284   |
| 8       | Dimitris Diamantidis | Panathinaikos                                                                 | 278   |
| 9       | Sergio Llull         | Real Madrid                                                                   | 267   |
| 10      | Ante Tomić           | Real Madrid, Barcelona                                                        | 255   |

#### Pontos
| Ranking | Jogadores           | Clubes                                                                | Total |
| ------- | ------------------- | --------------------------------------------------------------------- | ----- |
| 1       | Vassilis Spanoulis  | Olympiacos                                                            | 4,157 |
| 2       | Juan Carlos Navarro | Barcelona                                                             | 4,152 |
| 3       | Felipe Reyes        | Estudiantes, Real Madrid                                              | 2,998 |
| 4       | Paulius Jankūnas    | Žalgiris, Khimki                                                      | 2,966 |
| 5       | Georgios Printezis  | Olympiacos, Unicaja                                                   | 2,914 |
| 6       | Sergio Llull        | Real Madrid                                                           | 2,851 |
| 7       | Miloš Teodosić      | Olympiacos, CSKA Moscow                                               | 2,807 |
| 8       | Marcus Brown        | Treviso, Efes Pilsen, CSKA Moscow, Málaga, Žalgiris, Maccabi Tel Aviv | 2,739 |
| 9       | Nando de Colo       | Valencia, CSKA Moscow                                                 | 2,687 |
| 10      | Ante Tomić          | Real Madrid, Barcelona                                                | 2,621 |

#### Rebotes
| Ranking | Jogador            | Clubes                                                               | Total |
| ------- | ------------------ | -------------------------------------------------------------------- | ----- |
| 1       | Felipe Reyes       | Estudiantes, Real Madrid                                             | 1,782 |
| 2       | Paulius Jankūnas   | Žalgiris, Khimki                                                     | 1,733 |
| 3       | Ioannis Bourousis  | AEK, Olympiacos, Olimpia Milão, Real Madrid, Baskonia, Panathinaikos | 1,603 |
| 4       | Ante Tomić         | Real Madrid, Barcelona                                               | 1,433 |
| 5       | Mirsad Türkcan     | CSKA Moscow, Mens Sana Basket, Fenerbahçe                            | 1,287 |
| 6       | Georgios Printezis | Olympiacos, Unicaja                                                  | 1,218 |
| 7       | Kerem Gönlüm       | Fenerbahçe, Anadolu Efes, Galatasaray, Karşıyaka                     | 1,189 |
| 8       | Kyle Hines         | Brose Bamberg, Olympiacos, CSKA Moscow                               | 1,152 |
| 9       | David Andersen     | Virtus Bologna, Mens Sana Basket, CSKA Moscow, Barcelona, Fenerbahçe | 1,145 |
| 10      | Antonis Fotsis     | Panathinaikos, Real Madrid, Dynamo Moscow, Olimpia Milão             | 1,124 |

#### Assistências
| Ranking | Jogador              | Clubes                                                                        | Total |
| ------- | -------------------- | ----------------------------------------------------------------------------- | ----- |
| 1       | Vassilis Spanoulis   | Panathinaikos, Olympiacos                                                     | 1,414 |
| 2       | Dimitris Diamantidis | Panathinaikos                                                                 | 1,255 |
| 3       | Thomas Heurtel       | Saski Baskonia, Anadolu Efes, Barcelona                                       | 1,173 |
| 4       | Miloš Teodosić       | Olympiacos, CSKA Moscow                                                       | 1,126 |
| 5       | Sergio Rodríguez     | Estudiantes, Real Madrid, CSKA Moscow                                         | 1,093 |
| 6       | Sergio Llull         | Real Madrid                                                                   | 1,027 |
| 7       | Nick Calathes        | Panathinaikos                                                                 | 1,005 |
| 8       | Theo Papaloukas      | Olympiacos, CSKA Moscow, Maccabi Tel Aviv                                     | 977   |
| 9       | Marcelo Huertas      | Joventut Badalona, Baskonia, Barcelona                                        | 892   |
| 10      | Nikos Zisis          | AEK, Treviso, CSKA Moscow, Mens Sana Basket, UNICS, Fenerbahçe, Brose Bamberg | 885   |

## Cobertura da mídia
A temporada regular da Euroliga é transmitida por televisões em até 201 países e territórios. Também é televisionado nos Estados Unidos e Canadá na NBA TV e está disponível online através da ESPN3 (em inglês) e da ESPN Deportes (em espanhol). O Final Four da Euroliga é transmitida pela televisão em até 213 países e territórios.
A Euroliga também tem o seu próprio serviço de TV paga na Internet, chamado EuroLeague TV.

## Ligações Externas
- «Página oficial»
- List of Winners with Rosters
- Euroleague history – stats
- InterBasket.net Euroleague basketball forum